# Olof Falkendal
Carl Johan Olof Falkendal, född 29 juli 1901 i Kungsholms församling, Stockholm, död 26 juli 1986 i Rebbelberga församling, Kristianstads län, var en svensk ingenjör. 
Falkendal utexaminerades från Kungliga Tekniska högskolan 1925. Han blev mariningenjör 1937, marindirektör 1945, chef för marinförvaltningens maskinbyrå 1949, dess konstruktionskontor 1953 och fartygsbyrå 1954, uppnådde kommendörs tjänsteklass 1954 och var professor i skeppsmaskinteknik vid Chalmers tekniska högskola 1955–1967. Han invaldes som ledamot av Kungliga Örlogsmannasällskapet 1947. Falkendal är gravsatt på Ängelholms kyrkogård.